# Cyprian Głowiński
Cyprian Głowiński (ur. 29 września 1892 w Świniuchach, zm. w kwietniu 1940 w Katyniu) – polski bibliotekarz i bibliograf, kapitan sanitarny Wojska Polskiego. Ofiara zbrodni katyńskiej.

## Życiorys
Urodził się 29 września 1892 w Świniuchach na Wołyniu w rodzinie Jana Głowińskiego. Odbył studia lekarskie w Kijowie i Lwowie. W dwudziestoleciu międzywojennym pełnił zawodową służbę w Wojsku Polskim. W 1922 zweryfikowany został w stopniu kapitana ze starszeństwem z 1 czerwca 1919, w korpusie oficerów administracji, a następnie korpusie oficerów służby zdrowia - grupie oficerów sanitarnych. Między innymi, w latach 1932–1939 pełnił służbę na stanowisku bibliotekarza Biblioteki Centrum Wyszkolenia Sanitarnego w Warszawie. Był kierownikiem administracyjnym dwutygodnika „Lekarz Wojskowy”, którego redakcja mieściła się w Warszawie przy ulicy Górnośląskiej 45.
Opracował Skorowidz alfabetyczny (autorski i przedmiotowy) czasopisma „Neurologia Polska” (dla tomów I–XV z lat 1910–1932), wydany jako dodatek do tomu XV tego pisma w 1934. Przez kilka lat przygotowywał roczne bibliografie Nowotwory. Piśmiennictwo polskie (za lata 1933–1937) ogłaszane w Biuletynie Polskiego Komitetu do Zwalczania Raka „Nowotwory”. W „Lekarzu Wojskowym” opublikował m.in. wspomnienie pośmiertne o lekarzu naczelnym garnizonu miasta stołecznego Warszawy, pułkowniku Marcjanie Zienkiewiczu, które ukazało się także jako odrębny druk (nadbitka) w 1937. W 1939 został internowany przez wojska radzieckie, wiosną 1940 zginął w Katyniu.
Minister Obrony Narodowej decyzją Nr 439/MON z 5 października 2007 awansował go pośmiertnie do stopnia majora. Awans został ogłoszony 9 listopada 2007 w Warszawie, w trakcie uroczystości „Katyń Pamiętamy – Uczcijmy Pamięć Bohaterów”.
Był żonaty z Marią z Rogowskich, dzieci nie mieli.

## Ordery i odznaczenia
- Srebrny Krzyż Zasługi (19 marca 1931)[3]
- Medal Międzysojuszniczy „Médaille Interalliée”